# Юндт, Тобиас
Тобиас Юндт (нем. Tobias Jundt) — швейцарский музыкант, продюсер, композитор, фронтмен групп Bonaparte и Mule & Man.

## Биография
Родился 20 октября 1978 г. в Швейцарии, неподалёку от Берна. Младший из трёх сыновей в семье. Его отец, Вернер Юндт, играл в группе «Berner Trouvères» и преподавал математику в университете.
Тобиас интересовался музыкой с шести лет. В подростковом возрасте был большим фанатом джаза и постоянно стремился пообщаться с популярными музыкантами, что нередко ему удавалось.
После того, как он окончил Швейцарскую школу джаза, его пригласили в музыкальный колледж Беркли в США, но, проучившись там несколько месяцев, Тобиас бросил колледж и отправился путешествовать. Чтобы подзаработать, чистил фритюрницы в Новой Зеландии, чинил лодки на побережье Майами и продавал мобильные телефоны в торговых центрах.
В 2006 году переехал из Берна в Барселону, а оттуда — в Берлин, где и проживает на сегодняшний день.
Также некоторое время преподавал написание песен в Цюрихском университете искусств .

## Творчество
В период с 2002 по 2005 год был известен под псевдонимом Signorino TJ; в 2005 году даже получил награду «Songwriter Of The Year» от SUISA за сингл «È cosi com'è».
Написал саундтреки к фильмам «Mein Name Ist Eugen» (2005) и «Becks Letzter Sommer» (2015).
В 2006 году создал электро-панк группу Bonaparte, а в 2016 — проект Mule & Man совместно с испанским музыкантом Kid Simius.

## Интервью
- Тобиас Юндт: «Мог бы я сделать Bonaparte в Екатеринбурге?»